# 兹韦里纳茨岛
兹韦里纳茨岛是克罗地亚亚得里亚海扎达尔群岛的其中一个岛屿，面积4.2平方公里。人口43，即10.29人/平方公里。最高峰111米。
该岛最早于1421年有文献记载，当时名叫Suiran，是扎达尔一位贵族的财产。岛上的村镇是方丰（Fanfong）家族于1746年建成的巴洛克式宫殿。波里皮什奇海湾（Poripišće uvala）是罗马人的遗迹。